# Richard Jaeckel
Richard Hanley Jaeckel (Long Beach, New York, 10 oktober 1926 - Woodland Hills, Los Angeles, 14 juni 1997) was een Amerikaans acteur.
Jaeckel debuteerde in 1943 in de film Guadalcanal Diary en speelde gedurende zijn leven in bijna 200 producties. Zo was hij onder meer te zien in Sands of Iwo Jima (1949), The Dirty Dozen (1967), Pat Garrett and Billy the Kid (1973) en Starman (1984).
Ook op televisie was Jaeckel een bekend gezicht. In 1979 speelde hij in de serie Salvage 1. Hij speelde tussen 1985 en 1987 46 afleveringen lang de rol van Lt. Martin Quirk in Spencer: For Hire. Zijn laatste rol was voor Baywatch, waarin hij tussen 1989 en 1994 kapitein Ben Edwards speelde. Verder speelde hij gedurende zijn lange carrière vele gastrollen, waaronder in The Alfred Hitchcock Hour, Gunsmoke, Charlie's Angels en Murder, She Wrote.
Door een schuld van 1,7 miljoen dollar, begin 1994, verloor hij zijn huis en veel van zijn bezittingen. Later verhuisde hij naar een tehuis voor gepensioneerde acteurs en andere mensen uit de filmwereld.
Jaeckel overleed op 70-jarige leeftijd aan de gevolgen van kanker, waar hij de laatste drie jaar van zijn leven tegen streed. Hij was getrouwd met Antoinette Marches en ze hadden twee zonen. 
- Bibsys: 11025822
- Biblioteca Nacional de España: XX1267537
- Bibliothèque nationale de France: cb141897328 (data)
- Gemeinsame Normdatei: 140710345
- International Standard Name Identifier: 0000 0000 7729 2065
- Library of Congress Control Number: n85067142
- Nationale Bibliotheek van Israël: 987007434943505171
- SNAC: w6007pcp
- Système universitaire de documentation: 142586013
- Virtual International Authority File: 42050766
- WorldCat: E39PBJmtvbXtJfbmFB46kxyrv3